# Freedericksz
Freedericksz (också Frederiks och von Friederits) är en rysk adelsätt. Familjenamnet är också känt från Fréedericksz transition, en fysisk process hos flytande kristall uppmärksammad genom den ryske fysikern Vsevolod Frederiks.

## Medlemmar i urval
- Andreas Johann Freedericksz (1759-1843), brigadgeneral, Johan (Ivan) von Freedericks
- Petr Andrejevich Freedericksz, överstelöjtnant, adelsmarskalk från Viborgs adelsmöte (Riddarhuset i Viborg) 1805-1808
- Bernhard Freedericksz (1797-1874), infanterigeneral i den ryska armén, son till Andreas Johann Freedericksz. Naturaliserades 1853 på Riddarhuset i Finland
- Voldemar Freedericksz (1838-1927), general i den ryska armén. Son till Bernhard Freedericksz.
- Vsevolod Frederiks, rysk fysiker.